# 요제프 하이든의 교향곡 목록
고전 음악 작곡가 하이든의 교향곡은 안토니 반 호보켄이 분류한 104곡이 있으며, 최근 발견된 교향곡 2곡이 있고 이를 A/B번이라고 부른다. 예를 들면 교향곡 34번은 Hob. I/34라고 부른다. 이는 작곡 순서와는 일치하지 않는다. 가장 대표적인 분류 방법이다.

## 총설
하이든의 교향곡은 1곡의 협주교향곡을 포함한 108곡의 교향곡과 2개의 단악장곡이 있다. 이 중 단악장은 다장조 ‘미뉴에트, 트리오, 피날레’와 라장조 ‘피날레’이며 교향곡은 일반적으로 네델란드의 음악학자 안토니 반 호보켄이 작성한 주제목록(1957)의 호칭으로 부르고 있다. 이 번호는 1908년에 음악학자인 E. 만디체프스키가 ‘하이든 전집’의 교향곡 편을 발표했을 때 붙어진 번호를 계승한 것이다. 만디체프스키는 작품이 만들어진 순서대로 번호를 붙였던 것이었는데 그 후의 자료 연구에서 많은 개정이 필요하게 되었다. 따라서 오늘날 일반적인 호칭으로 사용되고 있는 번호가 작곡순서를 나타낸다고 볼 수는 없다.
1771년 하이든이 니콜라우스 에스테르하지 후작가(家)의 악장으로서 〈교향곡 42번〉을 작곡했을 때, 총보에서 몇 마디를 삭제하면서 ‘이것은 상당히 숙달된 귀만 이해할 수 있다’고 적었다. 이것은 어쩌면 에스테르하지 후작이 너무 복잡한 음악을 쓰지 않도록 하이든에게 주문한 것이 아니었나 생각된다. 어쨌든 하이든이 본래의 의도를 꺾고 후작이 이해하기 쉽도록 작품을 손질했다는 것을 말해준다. 이 예에서 볼 수 있듯이 하이든은 생애의 거의 전부를 궁정 소속 작곡가로 보내며 고용주의 취향에 맞추어 교향곡을 썼다. 하지만 청중을 구체적으로 생각하여 작곡한다는 하이든의 기본적인 태도는 에스테르하지 후작가를 위해 쓰지 않은 〈런던 교향곡〉등 에서도 변함없이 나타나고 있다. 또 오랫동안 인정되어온 하이든의 교향곡 창작에 관한 도식, 즉 초기 교향곡은 ‘소박하고 유치’하며, 〈파리 교향곡〉이나 〈잘로몬 교향곡〉, 〈런던 교향곡〉 등에서 양식적으로 완성되었다는 ‘성장(成長)’의 도식은 오늘날의 비판을 피할 수 없다. 자료 연구나 문헌 연구 등의 성과를 통해서 각각의 작품 연구는 더욱 정밀해졌고 최근의 연주법의 역사적 연구와 실천의 진보는 하이든의 음악적 발상에 관해서 구체적인 사사를 해주고 있다. 이러한 성과를 근거로 각 작품의 고유의 구성원리나 창작의도를 엄밀한 방법으로 밝혀내어 하이든의 창작의 발자취를 전체적으로 새롭게 그려내는 것이 가까운 미래에 요구되는 과제이다. 
하이든은 1757년경에 교향곡 작곡을 시작해 1795년에 마지막 교향곡을 썼다. 그의 교향곡 창작활동은 모차르트(1756 ~ 1791)의 생애보다도 긴 기간이었다. 당연히 초기의 작품과 마지막 작품은 각기 다른 사람의 작품처럼 서로 다른 스타일을 보여주고 있다. 개개의 작품을 도식적으로 구분하는 위험성을 알지만, 다음에 각 교향곡의 위치 구분을 하는 데 도음이 될만한 뉴 그로브 음악사전의 랄센에 의한 분류를 소개하면서 하이든의 창작활동을 몇 시기로 분류하고 각 시기의 특징을 간단하게 소개하겠다.  
(1) 빈 시절(1761년까지). 모르친 백작가(家)의 악장 시절에 작곡한 하이든의 초기 교향곡이 포함된다.
(2) 아이젠슈타트 시절(1761~1766). 아이젠슈타트에 있은 에스테르하지 후작가의 부악장 시절로, 종교음악 이외의 모든 것을 담당하며 주 2회의 연주회(아케테미)를 위해 교향곡을 작곡했다.
(3) 에스테르하지 전성기(1766~1775). 악장 베르너의 타계로 하이든이 악장으로 승진한다. 이와 함께 하이든은 종교음악이나 오페라에 관여하게 되며, 교향곡에서는 강한 표출력이 나타나는 단조 작품을 여러 곡 창작한다. 따라서 이 시기를 일반적으로 ‘슈트름 운트 드랑크’ 시기라고 부르는 경우가 많은데 이것은 연대적으로나 개념으로 문제가 많다.
(4) 오페라 활동 시절(1775~1784). 하이든이 에스테르하지 후작가에서 오페라 감독으로 활동한 시기. 교향곡은 오페라와 관련이 깊지만 그 내용은 후작의 오락적인 음악취향의 영향을 받았다고 생각된다.
(5) 외국으로부터 작곡의뢰를 받는 시절(1785~1790). 이제까지 하이든은 오직 후작가를 위해 작곡했지만 이때부터 빈, 파리, 런던의 출판사 등으로부터 작품 의뢰를 받아 작곡을 하게 되었다. 〈파리 교향곡〉부터 교향곡 92번까지가 여기에 포함된다.
(6) 런던 시절(1791~1795). 에스테르하지 후작의 사망으로 실질적으로 자유의 몸이 된 하이든이 런던의 청중을 위해 교향곡을 작곡하여 연주한 시기. 교향곡 창작은 이 시대에 끝난다.
마지막으로 하이든의 교향곡을 역사적으로 재현하고자 하는 연주자와 그런 연주에 관심이 있는 청중을 위해 그의 악단의 규모와 악기편성에 대한 정보를 정리하고자 한다. 맨 처음 교향곡을 작곡한 모르친 후작 시대의 악단에 대한 기록은 남아 있지 않다. 에스테르하지 궁정의 악단은 1767년 무렵 13명 내지 16명이였으며 악기편성은 현악기 3-3-1-1-1, 그르고 오보에2, 호른2, 바순1, 플루트1 혹은 플루트2였다. 1860년대 말에는 악단 규모가 커져 1768년 무렵부터 1775년 무렵까지는 16명 내지 18명이 되는 경우가 많았다. 악기편성은 현악기 4-4-2-1-1로 1774년과 1775년에는 제2번 바순이 고정적으로 참가하게 되었다. 1780년대에는 악단의 규모가 24명까지 늘어났고 악기편성은 현악기가 6-5-2-2-2, 고정 관악기는 플루트1, 오보에2, 호른2, 바순2로 구성되었다. 〈파리 교향곡〉을 작곡할 때 하이든이 그 규모에 대한 정보를 갖고 있었는지는 확실하지 않다. 1791년부터 1794년까지 런던의 잘로몬 악단은 총 40명으로 현악기는 8-8-4-5-4였고, 1795년 프로페셔널 콘서트 악단은 총 60명으로 현악기는 거의 10-10-5-6-5의 2관 편성이었다.

## 하이든 교향곡 목록
| 호보켄 번호         | 조성       | 별명                         | 작곡연도                   | M. 후스 번호 |
| ------------------- | ---------- | ---------------------------- | -------------------------- | ------------ |
| 교향곡 1번          | 라장조     |                              | 1758                       | 1            |
| 교향곡 2번          | 다장조     |                              | 1764                       | 5            |
| 교향곡 3번          | 사장조     |                              | 1762                       | 19           |
| 교향곡 4번          | 라장조     |                              | 1762                       | 9            |
| 교향곡 5번          | 가장조     |                              | 1762                       | 15           |
| 교향곡 6번          | 라장조     | "Le matin“                   | 1761                       | 20           |
| 교향곡 7번          | 다장조     | "Le midi“                    | 1761                       | 21           |
| 교향곡 8번          | 사장조     | "Le soir“                    | 1761                       | 22           |
| 교향곡 9번          | 다장조     |                              | 1762                       | 23           |
| 교향곡 10번         | 라장조     |                              | 1766                       | 10           |
| 교향곡 11번         | 내림마장조 |                              | 1769                       | 16           |
| 교향곡 12번         | 마장조     |                              | 1763                       | 27           |
| 교향곡 13번         | 라장조     |                              | 1763                       | 28           |
| 교향곡 14번         | 가장조     |                              | 1764                       | 25           |
| 교향곡 15번         | 라장조     |                              | 1764                       | 13           |
| 교향곡 16번         | 나장조     |                              | 1766                       | 7            |
| 교향곡 17번         | 바장조     |                              | 1765                       | 8            |
| 교향곡 18번         | 사장조     |                              | 1766                       | 3            |
| 교향곡 19번         | 라장조     |                              | 1766                       | 4            |
| 교향곡 20번         | 다장조     |                              | 1766                       | 12           |
| 교향곡 21번         | 가장조     |                              | 1764                       | 31           |
| 교향곡 22번         | 내림마장조 | "Der Philosoph“              | 1764                       | 32           |
| 교향곡 23번         | 사장조     |                              | 1764                       | 33           |
| 교향곡 24번         | 라장조     |                              | 1764                       | 34           |
| 교향곡 25번         | 다장조     |                              | 1766                       | 24           |
| 교향곡 26번         | 라단조     | "La Lamentatione“            | ca. 1768                   | 46           |
| 교향곡 27번         | 사장조     |                              | 1766                       | 18           |
| 교향곡 28번         | 가장조     |                              | 1765                       | 38           |
| 교향곡 29번         | 마장조     |                              | 1765                       | 36           |
| 교향곡 30번         | 다장조     | "Alleluja“                   | 1765                       | 35           |
| 교향곡 31번         | 라장조     | "Hornsignal“                 | 1765                       | 37           |
| 교향곡 32번         | 다장조     |                              | 1766                       | 14           |
| 교향곡 33번         | 다장조     |                              | 1767                       | 17           |
| 교향곡 34번         | 라단조     |                              | 1767                       | 39           |
| 교향곡 35번         | 나장조     |                              | 1767                       | 41           |
| 교향곡 36번         | 내림마장조 |                              | 1769                       | 26           |
| 교향곡 37번         | 다장조     |                              | 1758                       | 2            |
| 교향곡 38번         | 다장조     | "Echo“(메아리)               | 1769                       | 43           |
| 교향곡 39번         | 사단조     |                              | 1768                       | 40           |
| 교향곡 40번         | 바장조     |                              | 1763                       | 29           |
| 교향곡 41번         | 다장조     |                              | 1769                       | 47           |
| 교향곡 42번         | 라장조     |                              | 1771                       | 52           |
| 교향곡 43번         | 내림마장조 | "Merkur“                     | 1772                       | 51           |
| 교향곡 44번         | 마단조     | "Trauer-Sinfonie“(슬픔)      | 1770                       | 49           |
| 교향곡 45번         | 올림바단조 | "Der Abschied“               | 1772                       | 56           |
| 교향곡 46번         | H-장조     |                              | 1772                       | 54           |
| 교향곡 47번         | 사장조     | "Das Palindrom“              | 1772                       | 55           |
| 교향곡 48번         | 다장조     | "Maria Theresia“             | 1769                       | 48           |
| 교향곡 49번         | 바단조     | "La Passione“                | 1768                       | 44           |
| 교향곡 50번         | 다장조     |                              | 1773                       | 58           |
| 교향곡 51번         | 나장조     |                              | 1774                       | 53           |
| 교향곡 52번         | 다단조     |                              | 1774                       | 50           |
| 교향곡 53번         | 라장조     | "L'Imperiale“                | 1777; revidiert: 1781      | 75           |
| 교향곡 54번         | 사장조     |                              | 1774                       | 61           |
| 교향곡 55번         | 내림마장조 | "Der Schulmeister“           | 1774                       | 62           |
| 교향곡 56번         | 다장조     |                              | 1774                       | 63           |
| 교향곡 57번         | 라장조     |                              | 1774                       | 64           |
| 교향곡 58번         | 바장조     |                              | 1774                       | 45           |
| 교향곡 59번         | 가장조     | "Feuer“(불)                  | 1769                       | 42           |
| 교향곡 60번         | 다장조     | "Il distratto“(정신나간사람) | 1774; UA 22. November 1774 | 60           |
| 교향곡 61번         | 라장조     |                              | 1776                       | 69           |
| 교향곡 62번         | 라장조     |                              | 1781                       | 74           |
| 교향곡 63번         | 다장조     | "La Roxelane“                | 1777                       | 70           |
| 교향곡 64번         | 가장조     | "Tempora Mutantur“           | 1775                       | 59           |
| 교향곡 65번         | 가장조     |                              | 1778                       | 57           |
| 교향곡 66번         | 나장조     |                              | 1775                       | 65           |
| 교향곡 67번         | 바장조     |                              | 1779                       | 66           |
| 교향곡 68번         | 나장조     |                              | 1779                       | 67           |
| 교향곡 69번         | 다장조     | "Laudon“                     | 1779                       | 68           |
| 교향곡 70번         | 라장조     |                              | 1779                       | 72           |
| 교향곡 71번         | 나장조     |                              | 1780                       | 73           |
| 교향곡 72번         | 라장조     |                              | 1765                       | 30           |
| 교향곡 73번         | 라장조     | "La Chasse“(사냥)            | 1781                       | 77           |
| 교향곡 74번         | 내림마장조 |                              | 1781                       | 76           |
| 교향곡 75번         | 라장조     |                              | 1779                       | 71           |
| 교향곡 76번         | 내림마장조 |                              | 1782                       | 78           |
| 교향곡 77번         | 나장조     |                              | 1782                       | 79           |
| 교향곡 78번         | 다단조     |                              | 1784                       | 80           |
| 교향곡 79번         | 바장조     |                              | 1783                       | 81           |
| 교향곡 80번         | 라단조     |                              | 1784                       | 82           |
| 교향곡 81번         | 사장조     |                              | 1784                       | 83           |
| 교향곡 82번         | 다장조     | "L'Ours“ (곰)                | 1786                       | 87           |
| 교향곡 83번         | 사단조     | "La Poule“ (닭)              | 1785                       | 84           |
| 교향곡 84번         | 내림마장조 |                              | 1786                       | 88           |
| 교향곡 85번         | 나장조     | "La Reine“ (여왕)            | 1786                       | 85           |
| 교향곡 86번         | 라장조     |                              | 1786                       | 89           |
| 교향곡 87번         | 가장조     |                              | 1785                       | 86           |
| 교향곡 88번         | 사장조     |                              | 1787                       | 90           |
| 교향곡 89번         | 바장조     |                              | 1787                       | 91           |
| 교향곡 90번         | 다장조     |                              | 1788                       | 92           |
| 교향곡 91번         | 내림마장조 |                              | 1788                       | 93           |
| 교향곡 92번         | 사장조     | "Oxford“                     | 1789                       | 94           |
| 교향곡 93번         | 라장조     |                              | 1791, UA 17. Februar 1792  | 97           |
| 교향곡 94번         | 사장조     | "Mit dem Paukenschlag“(놀람) | 1791-92, 23. 3월 1792      | 98           |
| 교향곡 95번         | 다단조     |                              | 1791, UA Fru"hling 1791    | 96           |
| 교향곡 96번         | 라장조     | "기적"                       | 1791, UA 11. 3월 1791      | 95           |
| 교향곡 97번         | 다장조     |                              | 1792                       | 100          |
| 교향곡 98번         | 나장조     |                              | 1792, UA 2. 3월 1792       | 99           |
| 교향곡 99번         | 내림마장조 |                              | 1793, UA 10. Februar 1794  | 102          |
| 교향곡 100번        | 사장조     | "Militar“(군대)              | 1794, UA 31. 3월 1794      | 103          |
| 교향곡 101번        | 라장조     | "Uhr“(시계)                  | 1794, UA 3. 3월 1794       | 104          |
| 교향곡 102번        | 나장조     |                              | 1794, UA 2. Februar 1795   | 105          |
| 교향곡 103번        | 내림마장조 | "Mit dem Paukenwirbel“       | 1795, UA 1795년 3월 2일    | 106          |
| 교향곡 104번        | 라장조     | "런던“                       | 1795, UA 1795년 4월 13일   | 107          |
| 교향곡 A번          | 나장조     |                              | 1762                       | 11           |
| 교향곡 B번          | 나장조     |                              | 1765                       | 6            |
| 신포니아 콘체르탄테 | 나장조     |                              | 1792                       | 101          |